# Over gaden under vandet
Over gaden under vandet er en dansk dramafilm fra 2009, der er instrueret af Charlotte Sieling, som også har skrevet filmens manuskript. Filmen er produceret af Nimbus Film.
Filmen fik danmarkspremiere 23. oktober 2009.

## Eksterne Henvisninger
- Over gaden under vandet på Internet Movie Database (engelsk)
- Over gaden under vandet på Filmdatabasen
- Over gaden under vandet på danskefilm.dk
- Over gaden under vandet på danskfilmogtv.dk
- Over gaden under vandet på Scope
- Over gaden under vandet i Svensk Filmdatabas (svensk)
- Over gaden under vandet på MovieMeter (nederlandsk)
- Over gaden under vandet på AllMovie (engelsk)
- Over gaden under vandet på Turner Classic Movies (engelsk)
- Over gaden under vandet på The Movie Database (engelsk)
- Filmens hjemmeside Arkiveret 24. september 2009 hos  Wayback Machine
- Filmz.dk: Over gaden under vandet